# 12835 Stropek
12835 Stropek este un asteroid din centura principală de asteroizi.

## Descriere
12835 Stropek este un asteroid din centura principală de asteroizi. A fost descoperit pe 7 februarie 1997 la Observatorul Kleť par l'Observatorul Kleť. Asteroidul prezintă o orbită caracterizată de o semiaxă mare de 2,32 ua, o excentricitate de 0,13 și o înclinație de 7,8° în raport cu ecliptica.